# لغنادرة (صدراتة)
لغنادرة هو دُوَّار يقع بجماعة سيدي محمد بن الحسن، إقليم تاونات، جهة فاس مكناس في المملكة المغربية. ينتمي الدوّار لمشيخة صدراتة التي تضم 12 دوار. يقدر عدد سكانه بـ 563 نسمة حسب الإحصاء الرسمي للسكان والسكنى لسنة 2004.

## روابط خارجية
- البوابة الوطنية للجماعات الترابية نسخة محفوظة 12 مارس 2018 على موقع واي باك مشين.
- المندوبية السامية للتخطيط